# Benzethoniumchlorid
Benzethoniumchlorid (benzyldimethyl(2-{2-[4-(1,1,3,3-tetramethylbutyl)fenoxy]ethoxy}ethyl)amoniumchlorid) je syntetická kvartérní amoniová sloučenina se sumárním vzorcem C27H42ClNO2. Je to bílý až nažloutlý prášek bez zápachu, rozpustný ve vodě a ethanolu. Vodné roztoky při třepání silně pění.
Má vlastnosti tenzidu a antiseptika, lze ho používat jako povrchové antimikrobální činidlo v antiseptikách pro první pomoc. Nachází se také v některé kosmetice a prostředcích osobní péče, například ústních vodách (maskován jako extrakt z grapefruitového semene), mastích proti svědění a antibakteriálních zvlhčených utěrkách. Benzethoniumchlorid se používá i v potravinářském průmyslu pro dezinfekci tvrdých povrchů.